# ルキア・ペテルレ
ルキア・ペテルレ（Lúcia Tavares Petterle、1949年10月31日 - ）は、ブラジルの医師。ミス・ワールド1971としても知られる。

## 経歴
1949年10月31日、リオデジャネイロ南部地域レメに生まれる。軍人である父の勤務地・リオグランデ・ド・スル州サンティアゴで思春期を過ごす。ガマ・フィリョ大学（Universidade Gama Filho）で医学を学ぶが、在学中にミスコンのキャリアを開始。
1971年、賞品の車が欲しいという動機でMiss Guanabaraに応募。Tijuca Tênis Clubeで開催されたMiss Guanabaraで優勝。グアナバラ州（当時）を代表してMiss Brasilに出場。準優勝。国を代表してミス・ワールドに出場する権利を得る。ルキアは、ミスコン参加と引き換えに求婚者をあきらめている。Miss Guanabaraへの参加に彼氏は反対した。初めのうちは「どうせ優勝しないだろうと高を括っていた彼氏も、ルキアが順調に駒を進めるとキレはじめた（意訳）」。
ミス・ワールド決勝戦の数日前にディナーに参加したとき、各国代表はお人形などの贈り物を持ってきたが、ルキアはエメラルド、トパーズなどのブラジル産宝石を差し出し、注目を集める。ブラジル各地のすばらしさを紹介したカタログでしっかりと祖国を宣伝する。このカタログに興味を持った者の中に、エリザベス2世の夫のエディンバラ公フィリップの叔父・ルイス・マウントバッテンも含まれていた。
11月10日、決勝戦の最中、会場の外側では過激なフェミニストらが「姉妹を解放せよ！」と叫んだ。また、黒人活動家は「黒人が英国や米国の代表になったことはない」
と抗議した。最終的にルキアが優勝し、賞金2500ポンドを受けとる。
1971年12月、ボブ・ホープのベトナムツアーに同行することを拒んだため、契約違反を理由にミス・ワールドの称号を使用することを禁止される。
ミスとしての任期が終わるとルキアは学業を再開、フランスで小児神経学を学ぶ。リオデジャネイロにて小児科の開業医となる。

### 人物
趣味は読書、ビーチ、切手とマッチ箱の収集。